# 뼈 무기질

뼈 무기질의 주사 전자 현미경 이미지

뼈 무기질(bone mineral, inorganic bone phase, bone salt, bone apatite)은 뼈 조직의 무기 성분이다. 뼈의 압축강도를 강하게 해 준다. 뼈 무기질은 결정도가 낮은 탄산화된 수산화인회석에서 주로 형성된다.
뼈 무기질은 구형이나 판상 구조로 형성되며 뼈의 콜라겐 섬유소 사이에 분포하여 더 큰 구조를 형성한다. 무기질과 콜라겐 섬유는 함께 뼈 조직의 세포외기질을 구성한다. 종종 복수형 'bone salts'가 사용되는데, 이는 분자 대사 수준에서 수산화인회석의 형성에 들어갈 수 있는 다양한 염의 개념을 가리킨다.
뼈 무기질은 살아있는 동물에서 역동적으로 움직이는데, 뼈 재구성 과정에서 지속적으로 골흡수되고 새로 만들어진다. 뼈는 근육 조직 대사의 다양성에도 불구하고, 혈청 내 칼슘 이온 농도를 특정 범위 내로 유지하는 항상성 형성에 기여한다. 칼슘 항상성의 유지는 칼슘이 모자라면 뼈에서 칼슘을 사용하기 위해 지속적으로 칼슘을 가져오거나, 반대로 칼슘이 많으면 저장을 위해 뼈에 칼슘을 축적하는 은행 또는 저장고 역할을 하는 방식으로 이루어진다. 부갑상샘 호르몬과 칼시토닌은 내분비계가 진행 과정을 조절하는 주요 호르몬이다. 목에 있는 부갑상샘과 갑상샘이 이러한 호르몬을 생산한다. 따라서 이러한 분비샘의 문제(예: 부갑상샘 기능 항진증, 부갑상샘 기능 저하증, 갑상샘저하증, 갑상샘 기능 항진증)는 골밀도 문제와 저칼슘혈증, 고칼슘혈증 등을 유발할 수 있다.

## 같이 보기
- 뼈아교질(ossein) - 뼈의 유기 기질